# Королевство Польское (1830—1831)
Короле́вство По́льское (пол. Królestwo Polskie) — период в истории Царства Польского, начиная от свержения императора Николая I с Польского престола и до конца ноябрьского восстания. Это было не новое политическое образование, а лишь новая концепция существовавшего ранее государства, которая провозглашала, в частности, разрыв зависимости от Российской империи и императора Всероссийского.

## Государственное устройство
Королевство Польское сохранило Конституцию Царства Польского 1815 года, за исключением статей, связывающих Королевство с Российской империей личной унией императора-короля. Система Царства Польского изменилась в результате постановлений Сейма.
Правовые акты, послужившие основанием для функционирования новой системы власти, были следующими: постановление сейма о признании восстания национальным от 18 декабря 1830 года, постановление сейма о свержении Николая I от 25 января 1831 года, постановление о создании Национального правительства от 29 января 1831 года, резолюция о присяге польской нации от 8 февраля 1831 года.

## Государственные символы
7 февраля 1831 г. парламент большинством голосов проголосовал за белый и красный в качестве национальных цветов, приняв во внимание аргумент депутата Валентина Зверковского о том, что на гербе Польши изображен белый орел в красном щите. Законопроект был единогласно поддержан и реализован в тот же день.